# رنا كابور
رنا كابور (بالإنجليزية: Rana Kapoor)‏ هو مصرفي هندي، ولد في 9 سبتمبر 1957 في نيودلهي في الهند.